# Mignane Diouf
Mignane Diouf (sinh ngày 1 tháng 2 năm 1989 ở Saly) là một cầu thủ bóng đá người Sénégal hiện tại thi đấu cho Saudi side Al-Kawkab.

## Sự nghiệp
Diouf ký hợp đồng với đội bóng tại Senegal National League 2 Diambars năm 2010, lúc 21 tuổi, trước khi được cho mượn đến Tromsø IL ở Na Uy nơi anh đá một trận năm 2010.
Ngày 6 tháng 5 năm 2011, Diouf được gửi theo dạng cho mượn again, lần này đến Montreal Impact ở North American Soccer League. Anh ra mắt cho Montreal vào ngày 14 tháng 5 năm 2011, trong thất bại 2-1 trước Carolina RailHawks, và ghi bàn thắng đầu tiên cho câu lạc bộ ngày 4 tháng 6 trong chiến thắng 2-0 trước FC Edmonton.